# Lollius Adema
Lollius Adema, (Oudeschoot, 1737 - Sneek, 25 juni 1811), was een Fries jurist en bestuurder.

## Biografie
Lollius Adema was een zoon van de predikant Barre Adema en Aaltje Feikens. Hij huwt in 1763 met Durkjen Buma (1736-1808). Het gezin woonde in Sneek, waar ook hun zoon Barro Adema geboren werd. Adema studeerde rechten aan de Universiteit van Franeker en promoveerde aldaar in 1763. Hij was advocaat aan het Hof van Friesland en van 1778-1787 gemeentesecretaris van de grietenij Wymbritseradeel.